# Élections législatives de 2018 en Alaska
Les élections législatives de 2018 en Alaska ont lieu le 6 novembre 2020 afin d'élire les 40 membres de la Chambre des représentants de l'État américain d'Alaska.
Bien que remportées par le parti républicain, les élections voient huit de ses élus faire dissidence pour former une coalition avec des élus démocrates et un indépendant pour reconduire Bryce Edgmon à la présidence de la chambre.

## Système électoral
La Chambre des représentants de l'Alaska est la chambre basse de son parlement bicaméral. Elle est composée de 40 sièges pourvus pour deux ans au scrutin uninominal majoritaire à un tour dans autant de circonscriptions.

## Résultats
|                          |                          |         |       |      |        |               |  |  |  |
| Partis                   | Partis                   | Voix    | %     | +/-  | Sièges | +/-           |  |  |  |
|                          | Parti républicain (R)    | 136 961 | 51,60 | 0,36 | 23     | 2             |  |  |  |
|                          | Parti démocrate (D)      | 99 956  | 37,66 | 1,22 | 16     | 1             |  |  |  |
|                          | Indépendants             | 23 074  | 8,69  | 2,44 | 1      | 1             |  |  |  |
|                          | Write-ins                | 3 135   | 1,18  | -    | 0      | en stagnation |  |  |  |
|                          | Parti libertarien (L)    | 2 274   | 0,85  | Nv.  | 0      | en stagnation |  |  |  |
|                          |                          |         |       |      |        |               |  |  |  |
| Votes valides            | Votes valides            | 265 400 | 93,12 |      |        |               |  |  |  |
| Votes blancs et nuls     | Votes blancs et nuls     | 19 609  | 6,88  |      |        |               |  |  |  |
| Total                    | Total                    | 285 009 | 100   | -    | 40     | en stagnation |  |  |  |
| Abstentions              | Abstentions              | 286 842 | 50,16 |      |        |               |  |  |  |
| Inscrits / participation | Inscrits / participation | 571 851 | 49,84 |      |        |               |  |  |  |